# Носенко Юрій Іванович
Ю́рій Іва́нович Носе́нко (30 жовтня 1927, Миколаїв, УРСР — 23 серпня 2008, США) — співробітник Другого головного управління КДБ СРСР, 1964 року залишив СРСР і перейшов на бік США. Подробиці втечі невідомі.

## Життєпис
Народився в сім'ї Івана Сидоровича Носенка — майбутнього члена уряду (з 1939 до 1956) та міністра суднобудування СРСР. Закінчив Московський державний інститут міжнародних відносин в 1950 році.
Від 1953 року працював в органах держбезпеки СРСР. Особисто допитував Лі Гарві Освальда, який проживав в СРСР у 1959—1962 роках (пізніше звинувачений у вбивстві президента США Джона Кенеді в листопаді 1963 року).
У 1966 році Носенка заарештувало ЦРУ, і протягом трьох років його допитували й перевіряли на детекторі брехні. Під час допитів він був у дуже важких умовах. Його три з половиною роки тримали в одиночному ув'язненні, застосовували до нього сенсорну депривацію і жорсткі методи допиту, але все-таки не катували.
У 1969 році Носенко був відпущений і став штатним співробітником ЦРУ.